# Bruguiera gymnorhiza

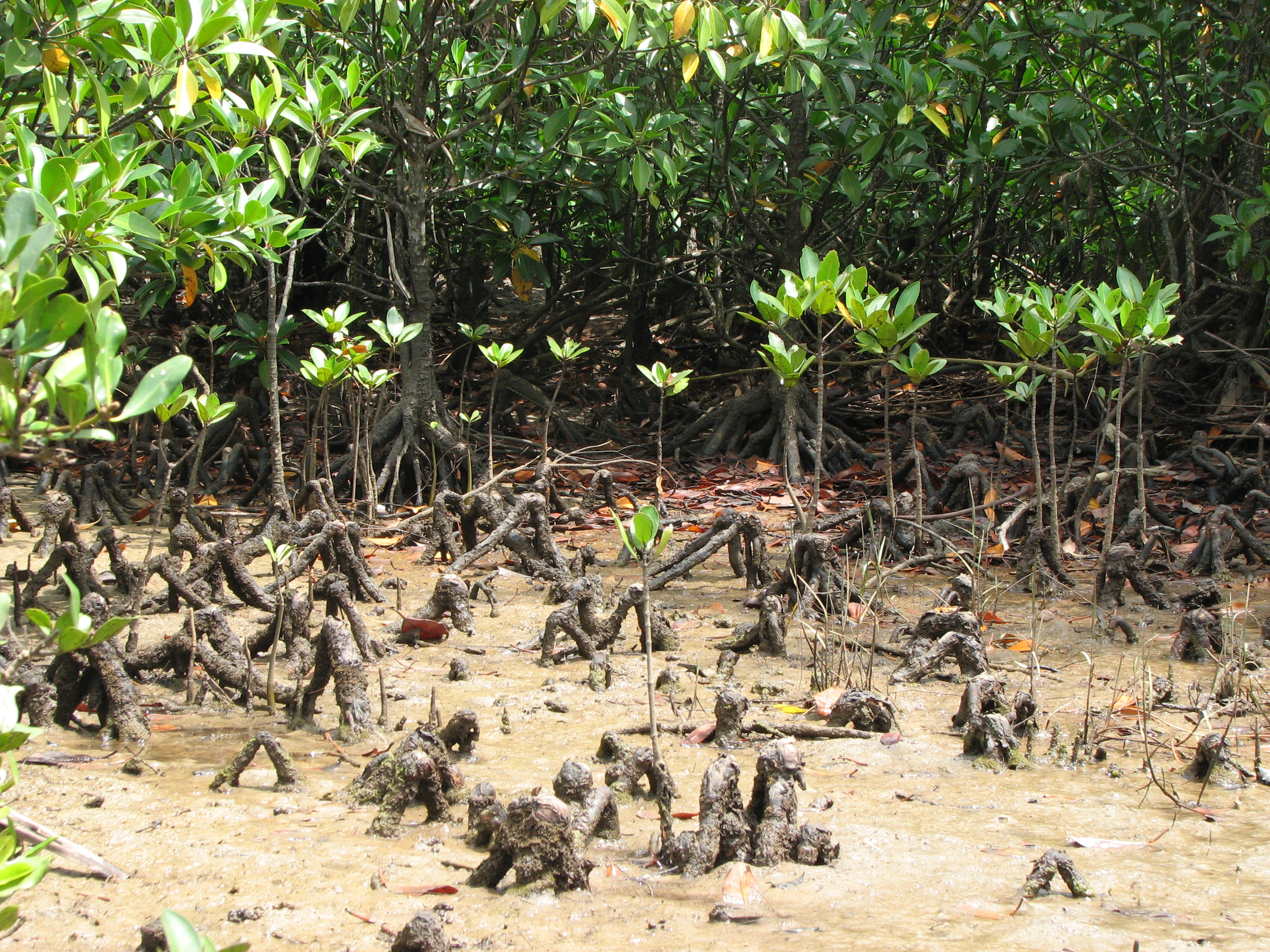
Dýchací kořeny

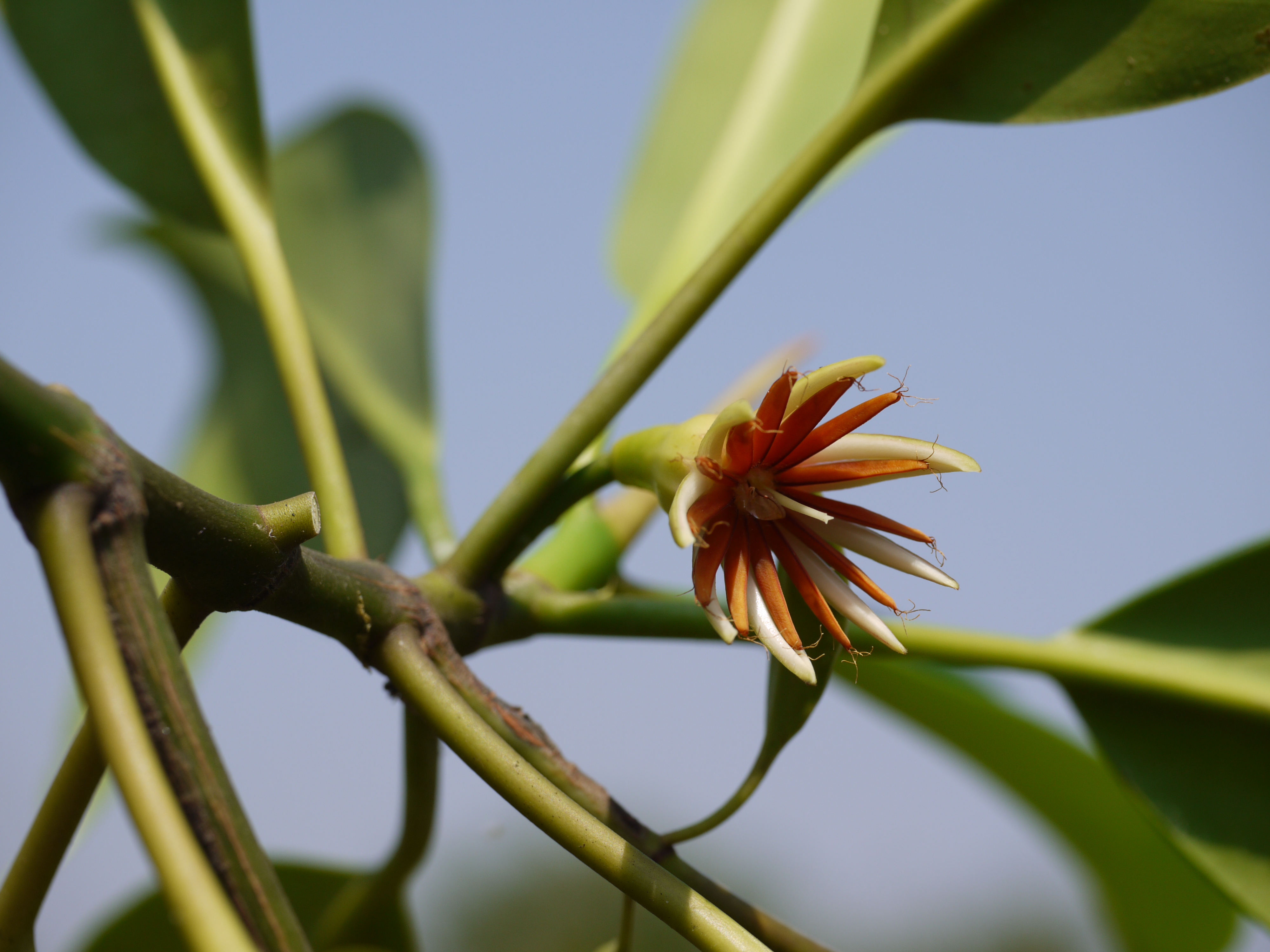
Květ

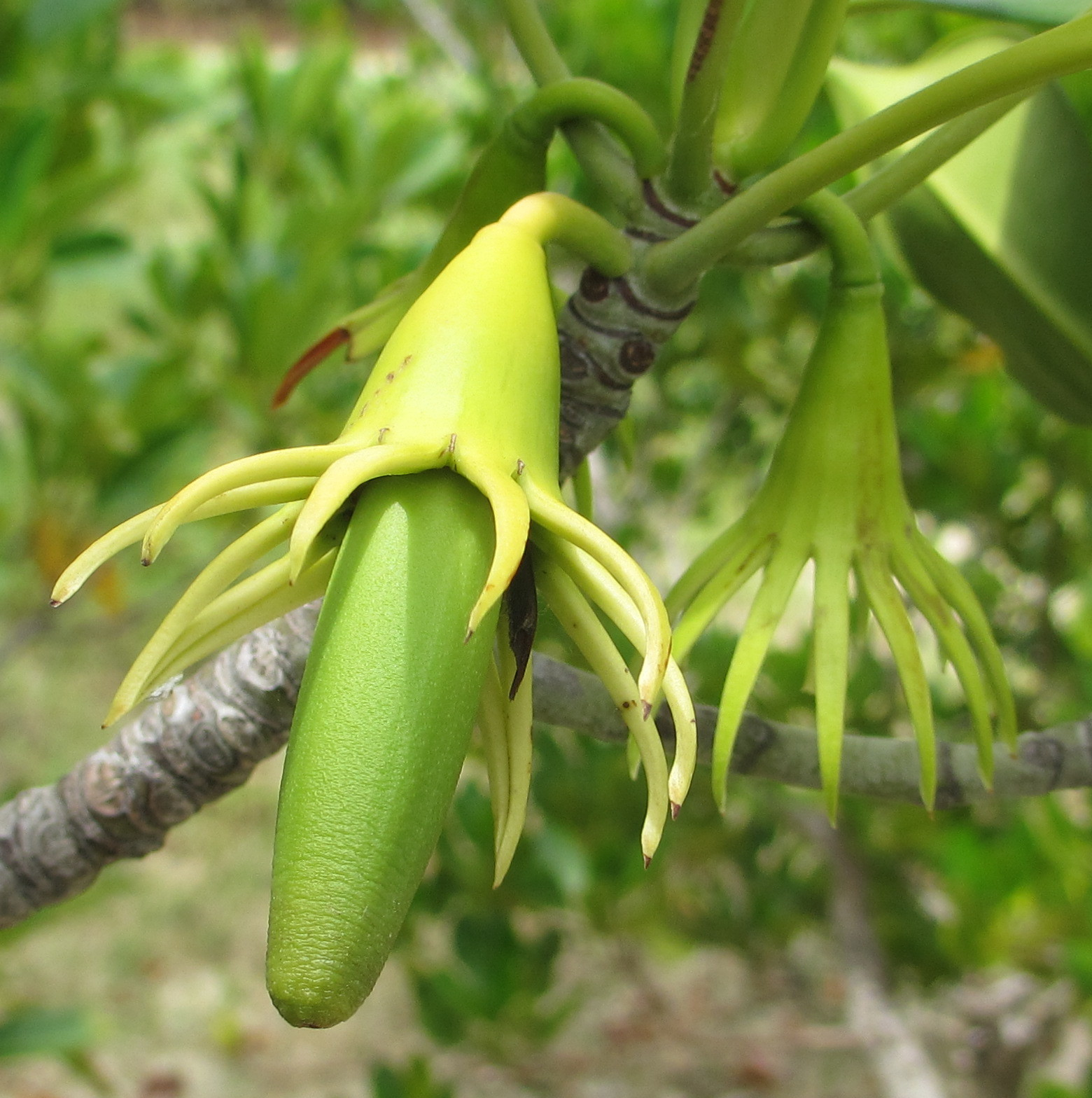
Plod

Bruguiera gymnorhiza je tropická dřevina rostoucí v prostředí ovlivňovaném mořskou vodou, je jedním z nemnoha druhů rodu kolenovník. Bývá to vysoký strom rostoucí na zamokřených místech pobřeží, kam ještě dosahuje přílivová vlna a vytváří mangrovy.

## Rozšíření
Druh je rozšířen po tropickém pobřeží Indického oceánu a západní části Tichého oceánu, kde je jednou z nejběžnějších dřevin. Roste od východní Afriky (Keňa, Tanzanie, Mosambik, Jihoafrická republika, Madagaskar, Mauricius) po celé jižní Asii (Indie, Srí Lanka, Seychely, Nikobary, Bangladéš, Myanmar, Thajsko, Kambodža, Malajsie, Singapur, Brunej, Vietnam, Čína, Filipíny, Indonésie, Nová Guinea) a částečně i Austrálii (Severní teritorium, Západní Austrálie, Queensland), včetně tichomořských ostrovů (Fidži, Nová Kaledonie, Mikronésie, Nauru, Marshallovy ostrovy, Samoa, Tonga a další).

## Ekologie
Bruguiera gymnorhiza se vyskytuje v místech, kde oblast pravidelně zaplavovaná mořskou vodou již přechází do klasického deštného lesa. Roste v půdě již částečně suché a provzdušněné, ale také v blátivé, písčité a příležitostně i černé rašelinové. Nebývá přímo na hraně styku pevniny s mořem, ale dál ve vnitrozemí, kde je půda již poměrně pevná, i když stále bahnitá a zaplavována mořskou vodou, snáší občasné přílivové vzdutí vody o 2 m. Přímo na mořském břehu se objevuje jen tehdy, pokud původní pobřežní pás rostlin byl odplaven příbojem, nebo tam voda zanesla jeho semeno.
Vyhovuje mu voda sladká, brakická i slaná do 30 ‰ NaCl a často roste v deltách řek ústících do moře. Bývá obvykle rozšířen po březích těchto toků tak daleko do vnitrozemí, kam až sahá přílivová vlna. Nejlépe se mu daří v oblastech, kde ročně naprší v rozmezí 1 až 8 metrů (za optimální se pokládá 1,5 až 2,5 m), teplota se pohybuje v toleranci 15 až 30 °C (optimum 20 až 26 °C) a pH půdy je 6,0 až 8. Dobře snáší stín, jako mladý semenáč ho dokonce vítá. Roste poměrně pomalu a je dlouhověkou dřevinou, kvete průběžně po celý rok. Ploidie druhu je 2n = 26.
Typickým znakem celého rodu kolenovník jsou "dýchací kořeny" pneumatofory, které v podobě kolen vyčnívající nad bahnitou půdu a propojují klasické podzemní kořeny. V horní části kolene je speciální tkáň podobná kalusu, přes kterou je při odlivu jímán vzdušný kyslík a je postupován kořeny rostlině, která tak nahrazuje jeho nedostatek v mokré, utužené půdě. Přebytečných solí se rostlina zbavují ukládáním do listů, které následně žloutnou a opadávají.

## Popis
Stálezelený strom vyrůstající do výšky 10 až 25 m, nejčastěji jen 15 m, někdy ovšem mívá tvar keře a bývá vysoký do 6 m. Kmen je rovný, tlustý až půl metru, má šedou, červenohnědou až černou, hluboce zbrázděnou kůru a u jeho báze se tvoří lištovité kořenové náběhy. Pod dřevinou je systém kolenovitě ohnutých vzdušných kořenů s velkými korkovitými lenticelami, které vystupují nad suchou půdu do výše až 45 cm. Větve jsou světle šedé, hladké a mají stopy po opadaných listech. Listy s červenými řapíky a brzy opadavými palisty rostou vstřícně, jsou dlouhé 5 až 22 cm a široké 2 až 9 cm. Jejich lysé čepele jsou kožovité, eliptické až obvejčité či kopinaté, bázi mají klínovitou a vrcholek špičatý, jsou po obvodě celokrajné, oboustranně tmavě zelené a mívají až 10 párů žilek.
Oboupohlavné, krémově bílé, nažloutlé, narůžovělé nebo červené, asi 3 cm velké květy vyrůstají jednotlivě z úžlabí listů na svěšené stopce 2 cm dlouhé. Vytrvalý kožovitý kalich mívá 10 až 14 podélných, až 2 cm dlouhých, ve stínu žlutých a na plném slunci červených lístků. Koruna je tvořena 12 až 14 lístky dlouhými 1,5 cm, z nichž každý má dva úzké laloky zbarvené bíle, krémově či nahnědle. V květu rostou tyčinky s rozdílně dlouhými nitkami ve dvou stejně četných kruzích, celkem je jich dvojnásobně co korunních lístků a nesou prašníky s explozivním uvolňováním pylu. Spodní semeník má tři oddíly po dvou vajíčkách a nitkovitou čnělku s nevýraznou laločnatou bliznou. Květy vykvétají celoročně, produkují hodně nektaru a jsou opylovány hlavně včelami a drobnými ptáky, případně i větrem.
Plod je válcovitá, kožovitá bobule asi 2,5 cm dlouhá, obalená vytrvalým kalichem. Obsahuje jedno 2 cm dlouhé semeno, které klíčí již na stromě a postupně vytváří hnědý, tupě hranatý hypokotyl 15 až 25 cm dlouhý a 1 až 3 cm tlustý. Semeno se zvětšuje, získává doutníkovitý tvar a svisle visí, zatím co je stále stopkou spojeno se stromem. V určitý okamžik stopka povolí a pokud zapadne do bahna, rychle zakoření. Když spadne do vody plave, brzy na něm vyroste pár listů působící jako plachta a za pomoci větru může bez újmy plout i půl roku, než narazí na bahnitý břeh a zakoření. To je podstatnou příčinou rozšíření druhu v tak rozsáhlém areálu.

## Využití
Stromy Bruguiera gymnorhiza hrají důležitou roli při stabilizace pobřeží, jejich kořeny přirozeně brání odplavování bahna a písku do moře. Lidmi bývají někdy přímo vysazovány za účelem zpevnění pobřežních písčitých dun. S úspěchem bývá sázen i ve sladkovodních bažinách, kde dobře snáší vlhké prostředí i stín vzrostlých stromů a napomáhá postupnému zanesení močálů půdou.
Tvrdé, těžké, červeně zbarvené, rovné dřevo kmene je odolné vůči termitům i hnilobě a bývá hlavně používáno jako palivové dříví, nebo je z něj vyráběno dřevěné uhlí. Pro špatnou opracovatelnost se pro stavební účely nebo výrobu nábytku používá méně často, velké množství tohoto kvalitního dřeva poslouží formou dřevěné štěpky k výrobě buničiny. Dřevo bývá získáváno z volné přírody, kde stromy vyrůstají samovolně, uměle se vysazují jen málo. Listy se používají jako adstringens, léčí se jimi horečky a průjmy. Z kůry se získává trvanlivé červenohnědé barvivo na tkaniny i kůže. V případě nouze se plody stromů jedí. Listy a mladé větve slouží jako krmivo pro dobytek, pro celoroční kvetení jsou stromy hodnoceny jako kontinuální medonosná rostlina.